# Journal of Medical Virology
Pour les articles homonymes, voir JMV.
Le Journal of Medical Virology (JMV) est une revue scientifique à comité de lecture.